# 亀徳しづ
亀徳 しづ（きとく しづ、1878年（明治11年）8月28日 - 1966年（昭和41年）10月12日）は、明治から昭和にかけて青森県八戸市で活動した助産師。

## 経歴
日本聖公会の伝道師であった松下一郎の長女として、和歌山県に生まれる。
東京の立教女学校（立教女学院中学校・高等学校の前身）に学んだが、卒業後は、父の赴任地であった青森県八戸町（後の八戸市中心部）に住んだ。
八戸へ来てから程なくして、亀徳正栄と結婚し二児をもうけた。1901年に生まれた次男である松下正寿は、長じて立教大学の総長を務めた。
しかし、程なくして夫は出奔し、子どもたちを抱えて生計を立てなければならなくなった亀徳は、25歳の時（1903年ころ）助産婦となることを志し、1906年に番町に助産院を開き、さらに1908年に八戸産婆会を設立して、助産技術の近代化に尽力し、地元の人々から「西洋産婆」と愛称された。
八戸聖ルカ教会には、1934年に礼拝堂新築に際して亀徳が寄贈したリードオルガンが残されている。
小説家の三浦哲郎は、亀徳をモデルにした小説『しづ女の生涯』を発表した。1981年には、この小説を原作とする昼の連続テレビドラマ『しづの生涯』が放映された。